# Shivasatakshi
Shivasatakshi (Nepali शिवसतासी) ist eine Stadt (Munizipalität) im äußersten Osten des Terai in Nepal im Distrikt Jhapa.
Die Stadt entstand Ende 2014 aus der Zusammenlegung der Village Development Committees Satasidham und Shivaganj.
Shivasatakshi liegt am Westufer des Kankai an der Überlandstraße Mahendra Rajmarg. Am gegenüberliegenden Ufer befindet sich die Stadt Kankai.
Die Stadtverwaltung von Shivasatakshi liegt in Satasidham.
Das Stadtgebiet umfasst 90,2 km².

## Einwohner
Bei der Volkszählung 2011 hatten die VDCs, aus welchen die Stadt Shivasatakshi entstand, 39.689 Einwohner (davon 18.286 männlich) in 9102 Haushalten.